# Eragrostis palustris
Eragrostis palustris är en gräsart som beskrevs av Zon. Eragrostis palustris ingår i släktet kärleksgrässläktet, och familjen gräs.
Artens utbredningsområde är Kamerun. Inga underarter finns listade i Catalogue of Life.